# Historia oświaty w Gryficach

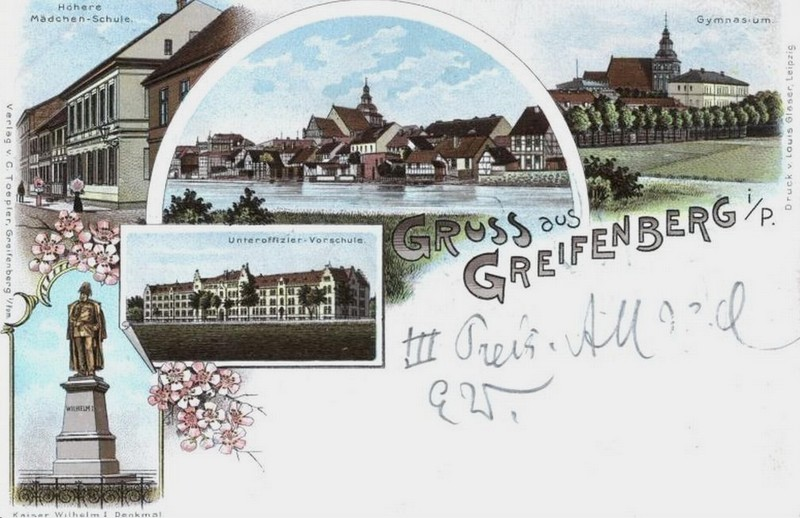
Szkoły w Greifenbergu na karcie pocztowej z 1898 roku

Historia oświaty w Gryficach obejmuje okres działalności oświatowej w mieście od II połowy XIV wieku.
Dzieje oświaty gryfickiej rozpoczęły się wraz z utworzeniem szkoły łacińskiej w II połowie XIV wieku działającej pod patronatem kościoła Mariackiego oraz średniej szkoły łacińskiej Leordanusa (XV wiek), która była tzw. placówką fundacyjną (także partykularną), a funkcjonowała pod egidą miejscowego magistratu. Przez prawie 150 lat były one jedynymi placówkami oświatowymi do czasu powstania drugiej fundacyjnej szkoły dla dziewcząt (II połołowa XVI wieku). W XIX wieku odnotowano działalność szkolnictwa elementarnego (np. żydowska szkoła dla chłopców) i gimnazjalnego (Gimnazjum im. Fryderyka Wilhelma). Powstała również Przygotowawcza Szkoła Podoficerska oraz Prywatna Wyższa Szkoła Żeńska. System oświatowy, jaki był spotykany w Greifenbergu (dziś Gryfice), był dostosowany do lokalnych, kościelnych i państwowych potrzeb.
Reformy oświatowe przeprowadzone przez Królestwo Prus (XVIII wiek) wprowadziły powszechny obowiązek szkolny dla dzieci w wieku 5–12 lat. Do XIX wieku w szkołach kształcono przede wszystkim chłopców, choć na terenie miasta działała szkoła dla dziewcząt. Wprowadzano powoli system kształcenia koedukacyjnego („szkoła darmowa”), szczególnie po reformach oświatowych w latach 1886–1887, kiedy szkoły przeszły pod centralne zarządzanie cesarstwa. Placówki stały się jednocześnie szkołami państwowymi.
Po 1945 roku w Gryficach rozwijała się polska oświata. Wprowadzono powszechny obowiązek szkolny oraz centralny zarząd nad rozwojem edukacji (1945 rok). W mieście do czasu reformy oświaty w 1999 roku powstały szkoły podstawowe, średnie i zawodowe. Wskutek zmian oświatowych zostały utworzone dwa gimnazja i szkoły ponadgimnazjalne. Rozwinęło się także szkolnictwo pomaturalne (Studium Nauczycielskie), wyższe, zawodowe, prywatne i dla pracujących.

## Schyłek średniowiecza

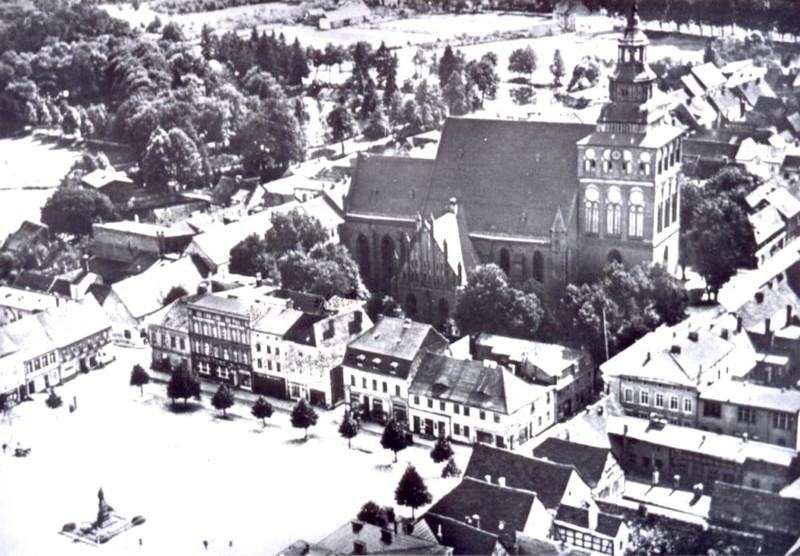
Przy kościele farnym mieściła się szkoła łacińska – widok na obiekt sakralny w 1930 r.

### Źródła o szkołach łacińskich
Pod koniec XIV w. rozpoczął się rozwój lokalnej oświaty, w której partycypowali książęta pomorscy z dynastii Gryfitów przy współudziale miejscowego kleru i władz miasta. W jednym z dokumentów z 1386 r. wymieniona została szkoła łacińska w Greifenbergu, która była jedną z najstarszych szkół łacińskich na Pomorzu. Według H. Berghausa w Greifenbergu taka placówka powstała dopiero w 1426 r. Być może badacz miał na myśli drugą (niezależną) placówkę oświatową, która powstała ówcześnie w mieście (tj. łacińską szkołę średnią), biorąc pod uwagę populację ośrodka (ponad 1200 osób).

### Szkoła łacińska
Pozycja szkoły łacińskiej nie była wysoka. Rektorowi (łac. rector scolarium) Johannesowi Parsowowi odmawiano tytułu dominus (łac.), określano go jedynie tytułem „mistrza”. Jego uczniów nazywano „czeladnikami sztuki nauczania”. Tworzyli oni chór kościelny, mieli obowiązek uczestnictwa w trzech kolejnych nabożeństwach, pogrzebach i asystach do chorego. Szkoła działała pod patronatem kościoła Mariackiego.
Szkoła łacińska, która powstała z inicjatywy miejscowego kleru, była najprawdopodobniej przeznaczona dla uboższej i zamożnej warstwy miasta. Powstanie tego typu szkoły było spowodowane tym, że Kościół uzurpował sobie prawo do zakładania szkół. W okresie wieków średnich przy kościołach powstawały szkoły klasztorne, katedralne i parafialne, poza szkołami średnimi, niższymi i najniższymi. Te ostatnie mogły zakładać osoby prywatne i zainteresowane niesieniem oświaty rady miejskie. 31 marca 1658 r. szkoła ta uległa zniszczeniu na skutek pierwszego wielkiego pożaru miasta. Prócz szkoły spłonął również kalefaktorat (bursa dla ubogich uczniów). Prawdopodobnie zostały one odbudowane w kolejnych latach.

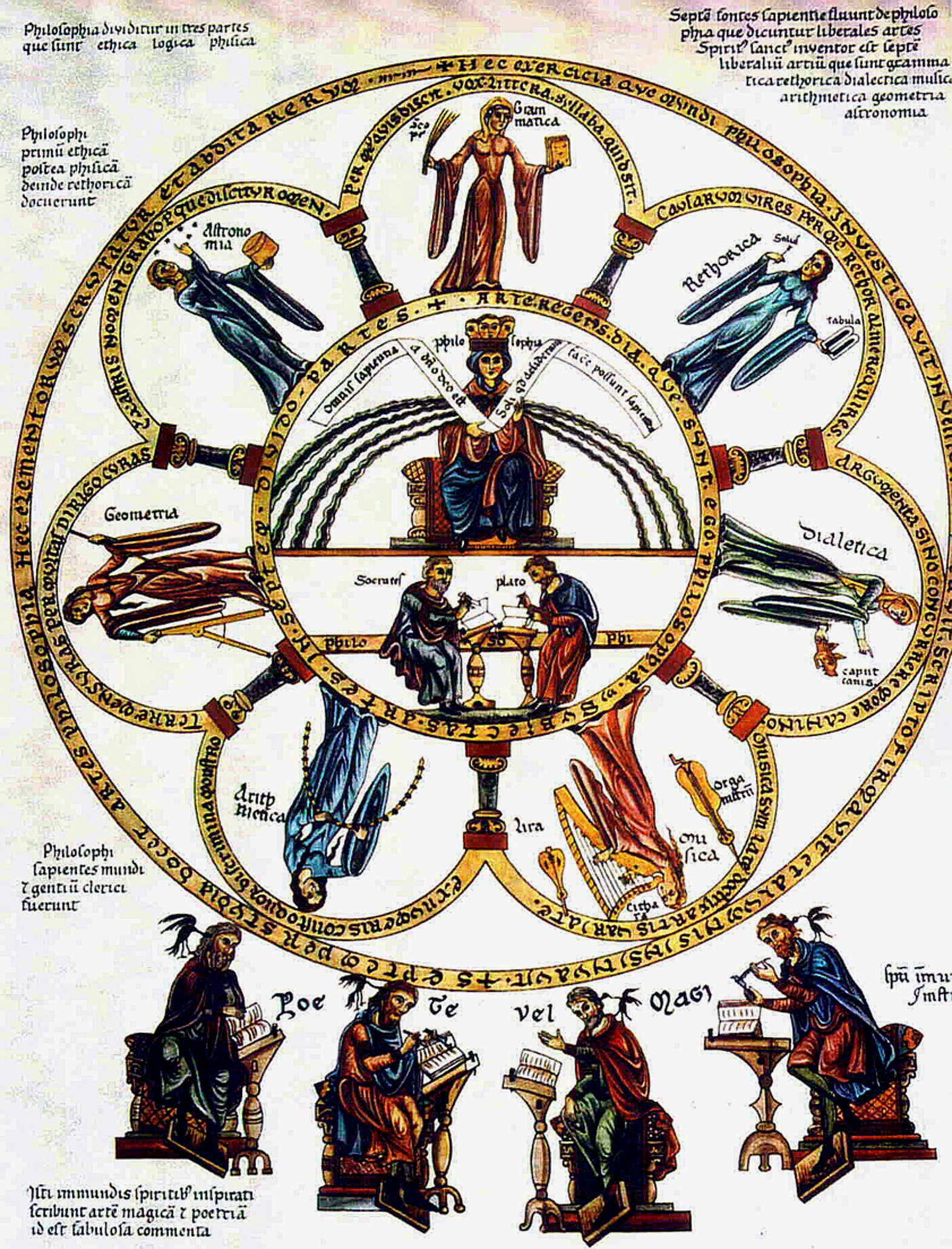
Siedem sztuk wyzwolonych z Hortus deliciarum Herrady z Landsbergu

Szkoła łacińska opierała swój program kształcenia na siedmiu sztukach wyzwolonych (łac. septem artes liberales). Pierwszym etapem szkolnictwa było nauczanie pisania i czytania, gramatyki łacińskiej, zapoznanie z utworami klasycznymi. W drugim etapie podejmowano nauczanie w dziedzinach: retoryki i dialektyki (tzw. łac. trivium, które z gramatyką stanowiło niższy stopień kształcenia). Językiem wiodącym w nauczaniu pozostawała łacina

### Średnia szkoła łacińska Leonardusa
Lata II poł. XV w. przyniosły zmiany organizacyjne szkoły w Greifenbergu. W dokumencie fundacyjnym z 1477 r. sformułowano obowiązki rektora łacińskiej szkoły średniej (niem. Lateinschulen) – Leonardusa. Wobec rektora rada miejska używała miana unserer Stadt Denere (pol. sługa naszego miasta). Wzmianka o łacińskiej szkole średniej (1426 r.?) świadczy, że rajcy miejscy wraz z miejscową elitą możnych starali się o rozszerzenie bazy oświatowej o szkolnictwo średnie, które obejmowało jedynie zamożniejszą warstwę, z uwagi na ponoszone (w połowie) koszty utrzymania nauczycieli i prawdopodobnie edukacji. Tym samym szkoła stała się drugą łacińską instytucją oświatową (typ szkoły partykularnej).
W odróżnieniu od szkoły łacińskiej niższego stopnia była podległa i zarządzana przez radę miasta. Pensja nauczyciela wynosiła 90 marek. Pod koniec XV w. szkoła zatrudniała dwóch nauczycieli – rektora i kantora. Jej celem było m.in. przygotowanie młodzieży do pracy w handlu i miejscowej administracji. Zakres dydaktyczny obejmował arytmetykę, geometrię, muzykę i astronomię (tzw. łac. quatrivium, stopień wyższy). Językiem nauczanym pozostawała nadal łacina. Prawdopodobnie ze względu na kształcenie młodzieży zamożnej warstwy miasta, rozszerzono program nauczania o geografię i elementy prawa.
Stopień wyższy nauczania był także uważany jako wstęp do podejmowania dalszej edukacji w zakresie nauk filozoficznych i teologicznych. Do siedmiu sztuk wyzwolonych (łac. Septem artes liberales) obowiązywał podręcznik Martianusa Felixa Capelli (VI w.), który obejmował zakres propagowanych nauk oraz Instytutiones Kasjodora (VI w.), który „dostosował (tenże) podręcznik do potrzeb Kościoła”

## Okres wczesnonowożytny

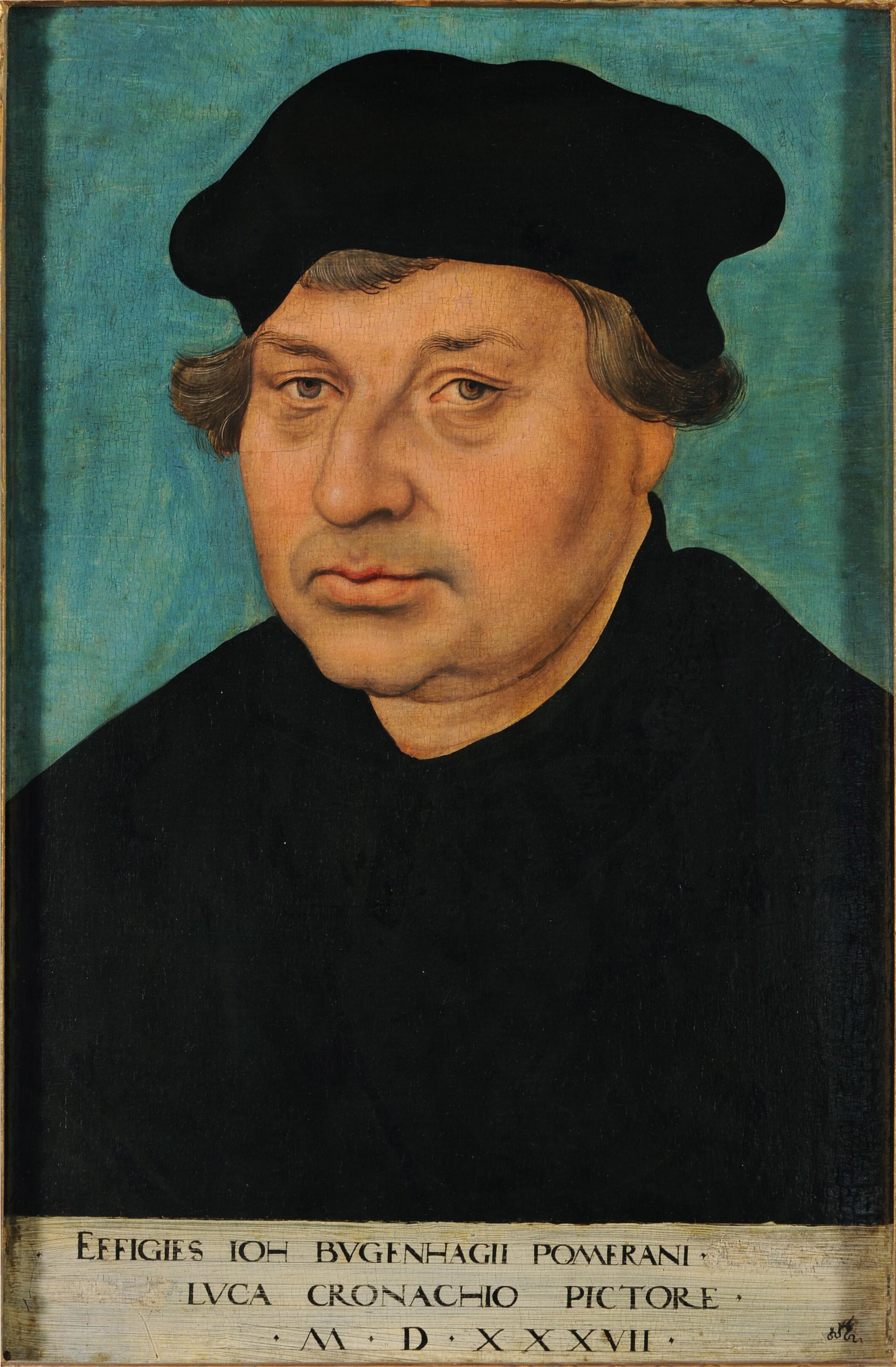
J. Bugenhagen

### Reformacja na Pomorzu
Trzebiatów stał się głównym ośrodkiem myśli reformacyjnej, szczególnie po obradach sejmu trzebiatowskiego, na którym wyrażono zgodę na wprowadzenie luteranizmu na Pomorzu.
Dużą rolę w szerzeniu myśli reformacyjnej na ziemi greifenberdzkiej wykazali: J. Bugenhagen, lektor Collegium presbiterorum sive sacerdotum (pol. Kolegium kapłanów) w klasztorze białobockim (niem. Belbuck) oraz Jerzy I, książę pomorski. Temu ostatniemu w 1524 r. przedstawiciele 45 rodów rycerskich złożyli przysięgę i hołd z posiadłości lennych. Zjazd odbył się przy udziale władz miejskich w Greifenbergu. Sam książę zainteresował się naukami M. Lutra już podczas sejmu wormackiego, w którym uczestniczył. Nauki te wywarły ogromny wpływ na księciu, który po objęciu rządów w 1523 r. sprawował kontrolę nie tylko nad wprowadzaniem nowej religii, ale również nad przejmowaniem dóbr po kościołach katolickich.

### Zmiany oświatowe
Od 1565 r. w ślad za reformacją nastąpiły zmiany w oświacie. W szkole miejskiej wprowadzono nowy program szkolny, rozpoczęto nauczanie języków: niemieckiego, łaciny i greki. Nowy program zakładał istnienie trzech klas i zatrudnianie trzech nauczycieli – rektora, subrektora i kantora. Ówczesne szkoły funkcjonowały na podstawie zarządzeń wydanych w ordynacji kościelnej Die Kerken – Ordenige des gantzen Pamerlandes, które w rozdziale V dokumentu regulowały kwestię oświaty. Nowym elementem było wprowadzenie do nich nauczania języka niemieckiego i koordynacji pracy ze szkołami partykularnymi. Źródła nie przekazują o działalności tego typu szkoły, poza średnią szkołą łacińską na terenie miasta. Natomiast w 1580 r. otworzono szkołę dla dziewcząt (typ szkoły fundacyjnej).

### Reformy administracyjne
Postanowieniem pokoju westfalskiego w Osnabrück miasto w 1648 r. zostało włączone do Brandenburgii-Prus, a od 1701 r. do Królestwa Prus. W 1713 r. zreformowano ustrój miejski, wiele dziedzin życia miasta podporządkowano komisariatom wojennym. 29 maja 1720 r., w wyniku podpisanego porozumienia pokojowego (21 stycznia 1720 r.) pomiędzy Prusami a Szwecją – król Fryderyk Wilhelm I poczynił starania przeniesienia głównych organów władzy państwa, tj. rząd pomorsko-kamieński (niem. Pommersche und Kamminsche Regierung) oraz Kamery Wojennej i Domen Królewskich (niem. Kriegs und Domänenkammer) ze Stargardu do Szczecina (1723 r.) Kamera została podzielona na 19 powiatów, w tym powiat greifenberdzki oraz 4 odrębne obwody.

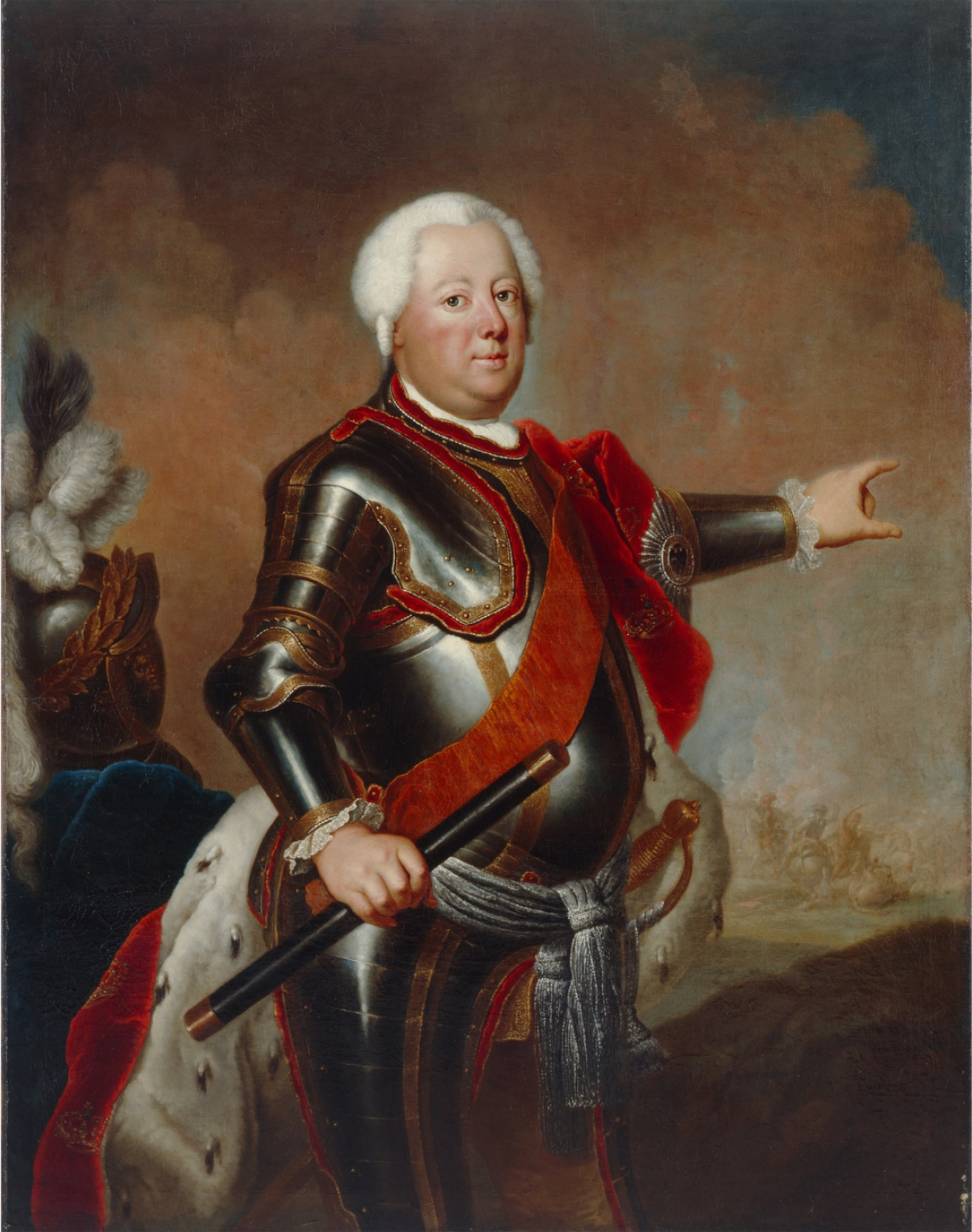
Fryderyk Wilhelm, reformator szkolnictwa pruskiego

### Reformy szkolne (pruski system nauczania)
W ślad za reformą administracyjną przeprowadzono reformę szkolnictwa (1717, 1735 i 1763 r.) Edykty królewskie wprowadzały powszechny obowiązek szkolny dla dzieci w wieku od piątego do dwunastego roku życia. Jednak przepis ten tyczył jedynie miejscowości (w tym wsi), w których istniały placówki szkolne, a więc także miasta Greifenberg. Natomiast wydany przez Fryderyka Wilhelma I Pruskiego edykt z 1734 r. uwzględniał obowiązek nauczania dzieci w okresie zimowym (codziennie) i letnim (raz bądź dwa razy w tygodniu). Czasem kadra pedagogiczna była uzupełniana przez niewykwalifikowanych pracowników, tj. byłych żołnierzy i inwalidów.
Zmienił się również sposób finansowania szkół. Otrzymywały one tzw. „kapitał początkowy”, który miał zapewnić placówce osobowość prawną. Zajęcia w szkole były prowadzone w systemie pięciodniowym od poniedziałku do piątku, rozpoczynały się o godz. 7 i trwały z przerwami do 17. Prócz obowiązkowej modlitwy nauczano śpiewu, czytano dzieciom ustępy z Biblii, prowadzono ćwiczenia z jęz. niemieckiego i łaciny (gramatyki), ponadto nauczano ortografii i kaligrafii. Zajęcia czasem odbywały się również w soboty. Prócz modlitwy i obowiązkowego czytania Ewangelii prowadzono edukację w zakresie moralności, zasad wiary oraz arytmetyki. W ówczesnych szkołach obowiązywały podręczniki, do których m.in. należały: Allgemeine heilige und weltliche Geschichte Hardiona, Geographie Phenningsa, Naturlehre i Naturgeschichte J.J. Eberta, Grammatik Langena i dzieła Korneliusza Neposa, ponadto Listy Cycerona i De rebus gestis Alexandri Magni Kwintusa Kurcjusza Rufusa. Były to najbardziej rozpowszechnione wydawnictwa, które służyły celom edukacyjnym na Pomorzu.

## Od okresu nowożytnego do 1945

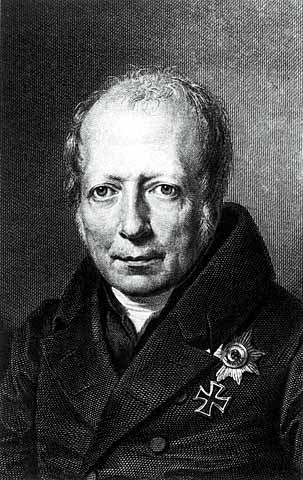
Wilhelm von Humboldt

### System oświaty według W. v. Humboldta
Od 1816 r. w wyniku reformy administracyjnej (1815–1818) miasto stało się siedzibą powiatu w rejencji szczecińskiej – prowincji Pomorze.
Od 1830 r. rozpoczęto rozbudowę sieci szkolnej. Placówki oświatowe działały według nowego systemu oświaty, którego projektodawcą był Wilhelm von Humboldt. Głównym założeniem tej reformy było wprowadzenie powszechnego obowiązku szkolnego dla dzieci szkół podstawowych, tzw. trójstopniowości nauczania (szkoły podstawowe, średnie i wyższe) oraz wyłączenie systemu oświaty spod kontroli Kościoła. Szkoły na poziomie podstawowym prowadziły edukację dzieci w zakresie języka niemieckiego, religii, rachunków, przyrody, geografii, historii, kaligrafii, rysunku i śpiewu. Szkoły średnie natomiast były jednostkami, które przygotowywały młodzież do studiów uniwersyteckich.

### Szkolnictwo elementarne i gimnazjalne

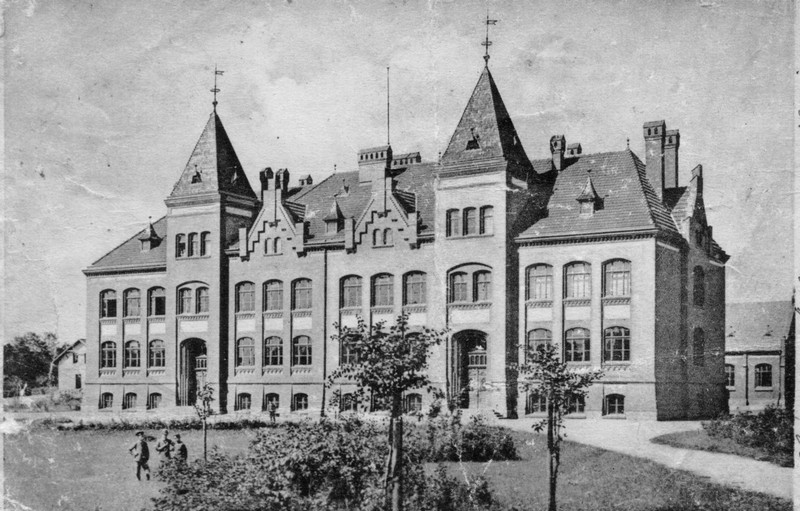
Szkoła miejska w 1907 r.

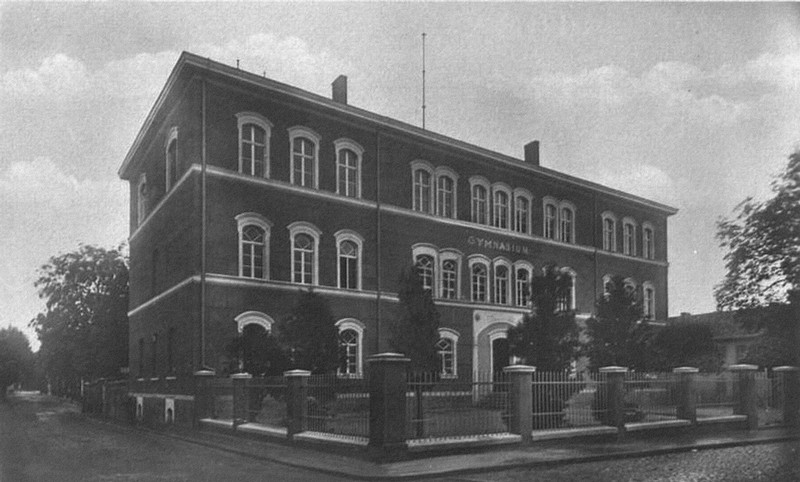
Gimnazjum im. Fryderyka Wilhelma w 1927 r.

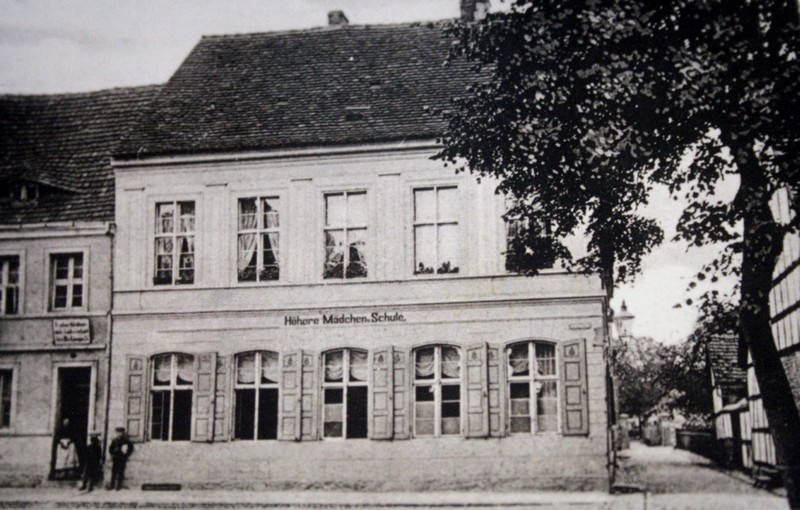
Wyższa Szkoła Żeńska w 1910 r.

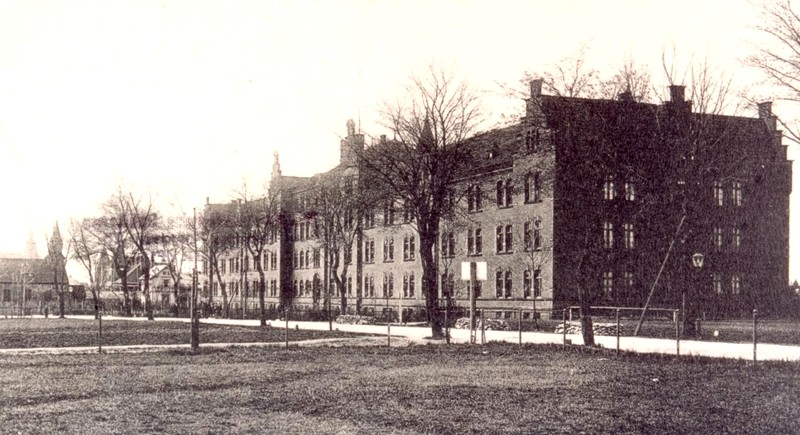
Przygotowawcza Szkoła Podoficerska w 1905 r.

Na terenie miasta działały dwie szkoły elementarne (pierwsza wzmianka o nich pochodzi z 1811 r.). Pierwszą z nich była Powszechna Szkoła Miejska (niem. Allgemeine Stadtschule), która w myśl zarządzenia z 7 sierpnia 1824 r., wydanego przez rejencję szczecińską, składała się z czterech klas męskich i czterech klas żeńskich (od 1832 r. wprowadzono klasę V) oraz jednej (koedukacyjnej) złożonej z tzw. wolnych słuchaczy. Ogółem uczyło się w niej ponad 500 dzieci. Szkołą kierował rektor z wykształceniem uniwersyteckim, jednocześnie pełniący funkcję kaznodziei w kościele Mariackim. Drugą szkołą elementarną była szkoła darmowa (niem. Freieschule), licząca 2 klasy koedukacyjne. Uczęszczało do niej ponad 150 dzieci.
Do szkół uczęszczała przede wszystkim młodzież z rodzin kupieckich i rzemieślniczych. W Greifenbergu od 15 października 1852 r. funkcjonowało Gimnazjum im. Fryderyka Wilhelma (niem. Friedrich-Wilhelm-Gymnasium). W placówce było zatrudnionych jedenastu nauczycieli, którzy nauczali w siedmiu klasach. Budżet szkoły wynosił ponad 7500 talarów/rocznie, z czego ok. 25% pochodziło z subwencji. Pierwszym rektorem szkoły był prof. dr Campe, a prorektorem Hermann Riemann, który prócz działalności na rzecz szkoły – aktywnie udzielał się na polu nauk historycznych. Spośród dwóch najważniejszych opracowań należy m.in. publikacja dot. historii miasta pt. Geschichte der Stadt Greifenberg in Pommern, wydana w 1862 r., z okazji 600-lecia obchodów nadania prawa miejskiego. Ze źródeł wynika, że szkoła ta uzyskała status szkoły średniej (niem. RealGymnasium), której absolwentem m.in. był Albert Wangerin, niemiecki uczony.
W 1862 r. powstało również Męskie Towarzystwo Gimnastyczne (niem. Männerturnverein Greifenberg), którego głównym celem było aktywizowanie młodzieży do pracy nad poprawą tężyzny fizycznej oraz upowszechnianie sportu na terenie miasta i powiatu. Towarzystwo działało pod egidą miejscowego gimnazjum.

#### Żydowska szkoła dla chłopców
W II poł. XIX w. w Greifenbergu wzniesiono nową murowaną synagogę przy Poetensteig (dziś ul. 3 Maja). Pierwszą, drewnianą wybudowano w latach 40. XIX w., która najprawdopodobniej uległa zawaleniu po pożarze. Przy synagodze działała szkoła dla żydowskich chłopców (hebr. חדר, pol. sala, pokój). Placówka ta działała po uzyskaniu równouprawnienia (1812 r.) i emancypacji Żydów w Królestwie Prus (1869 r.). Szkoła funkcjonowała do 10 listopada 1938 r.

### Szkolnictwo wyższe i wojskowe
W wyniku zmian oświatowych szkoły przeszły pod centralne zarządzanie cesarskie (1886–1887) po zjednoczeniu Niemiec w 1871 r. Kilka szkół w Greifenbergu do swoich dotychczasowych nazw dodało przymiotnik – królewskie (niem. Königlichen). Przykładem może być zmiana, która nastąpiła w miejscowym Gimnazjum im. Fryderyka Wilhelma (niem. Königlichen Friedrich-Wilhelm-Gymnasium), która obowiązywała od 1887 r.
W 1895 r. w mieście otworzono Prywatną Wyższą Szkołę Żeńską (niem. Höhere Privat-Mädchenschule), którą usytuowano u zbiegu ulic Marienstraße i Friedrichstraße (dziś zbieg ul. Niepodległości i Mickiewicza). Placówka posiadała uprawnienia szkoły publicznej, bez możliwości składania egzaminu maturalnego. Do szkoły tej również uczęszczali chłopcy. Natomiast od roku 1897 przy koszarach miejscowego garnizonu rozpoczęła swoją działalność Przygotowawcza Szkoła Podoficerska (niem. Unteroffizier-Vorschule), która funkcjonowała do 1918 r., w reprezentacyjnym budynku przy obecnej ul. J. Piłsudskiego.
W latach 1911–1912 rozpoczęto budowę nowego obiektu dla Wyższej Szkoły Żeńskiej przy Poetensteig (dziś ul. 3 Maja) według projektu architekta miejskiego Franza Stieblera, który równocześnie nadzorował całość przedsięwzięcia. Szkoła posiadała przestronne izby lekcyjne i aulę, która pełniła jednocześnie rolę sali gimnastycznej. Był to typ szkoły dziesięcioletniej (po I wojnie światowej – tylko sześcioletniej). Uczęszczało do niej od 200 do 230 uczennic, które po jej ukończeniu mogły zdawać tzw. małą maturę przed Kolegium Szkolnym Prowincji Pomorze. Po 1933 r. placówka ta przekształcona została w tzw. szkołę średnią dla dziewcząt (niem. Mädchen Mittelschule).
Stan szkolnictwa niemieckiego utrzymany został do 5 marca 1945 r., kiedy miasto zostało zdobyte przez wojska radzieckie.

## Rozwój gryfickiej oświaty (1945-2010)

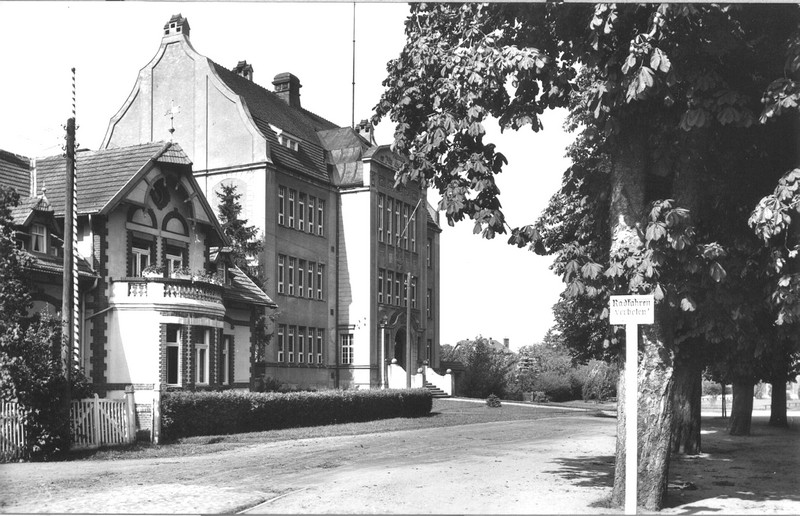
I Polska Publiczna Szkoła Powszechna w dawnej szkole średniej dla dziewcząt

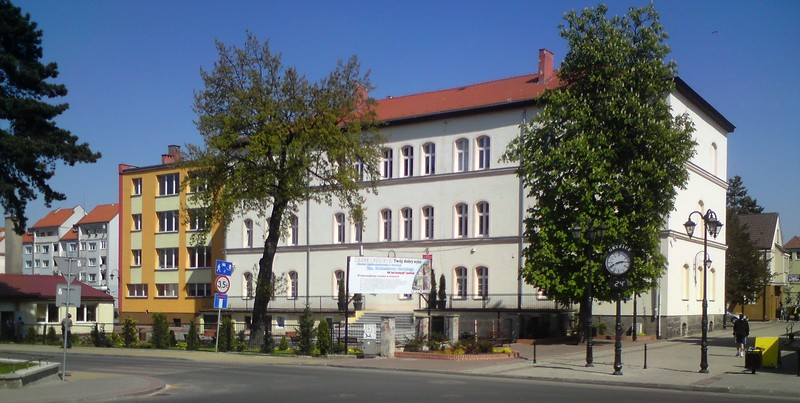
Liceum Ogólnokształcące im. Bolesława Chrobrego

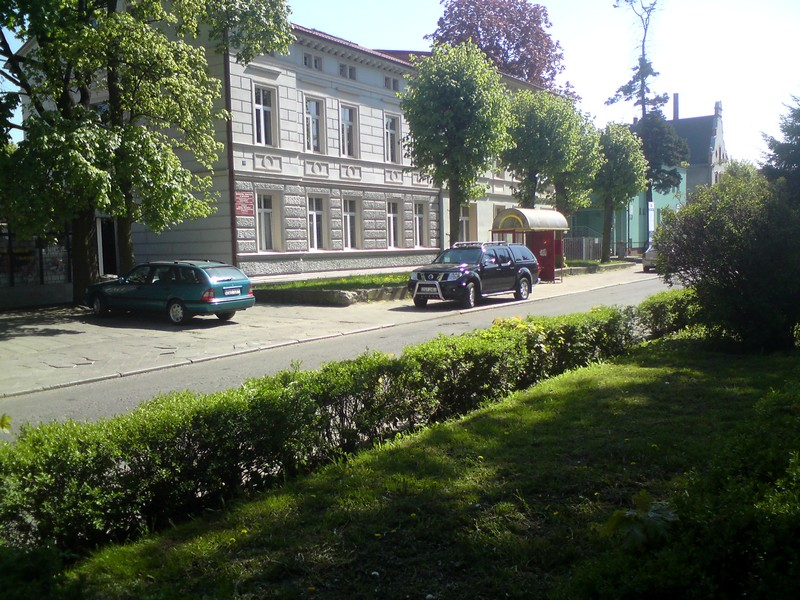
Budynek dawnego internatu LO w Gryficach

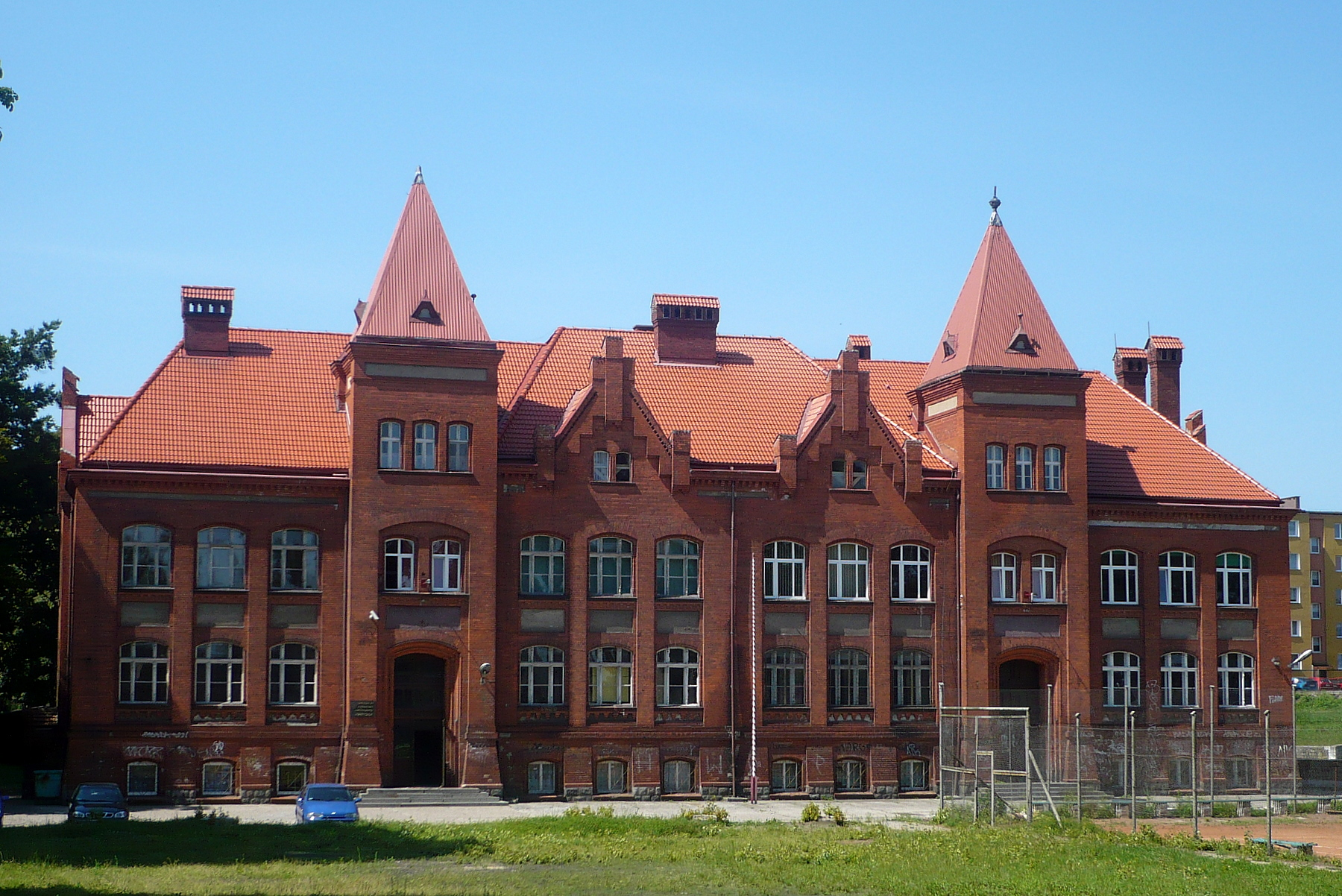
Oficerska Szkoła I Armii WP i Piechoty nr 2, obecnie: drugi budynek SP nr 3

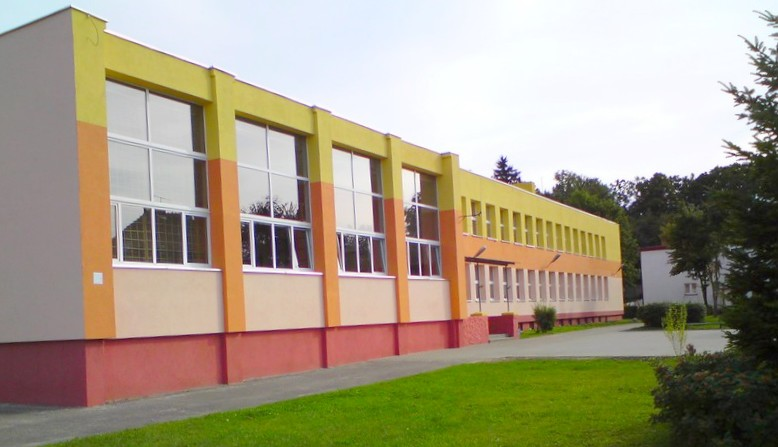
Szkoła Podstawowa nr 3 im WOPK

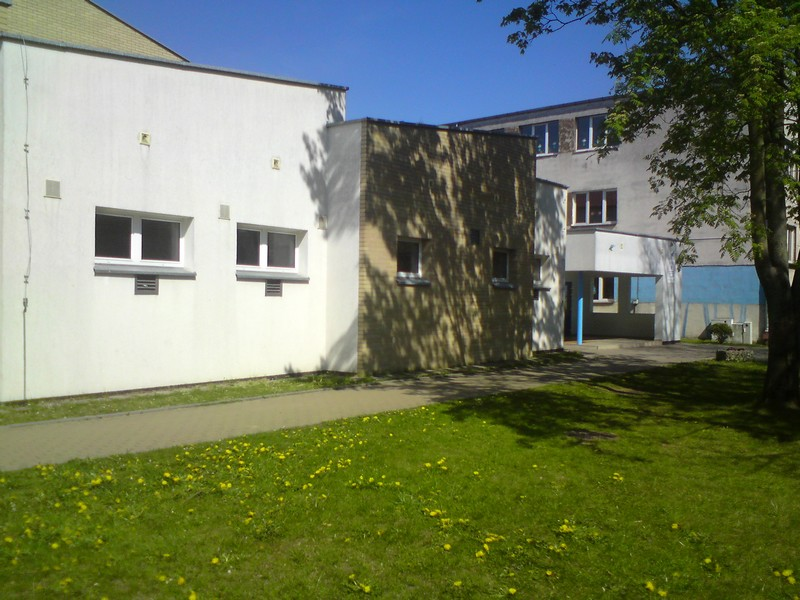
Szkoła Podstawowa nr 4 im. 1. Samodzielnej Warszawskiej Brygady Kawalerii

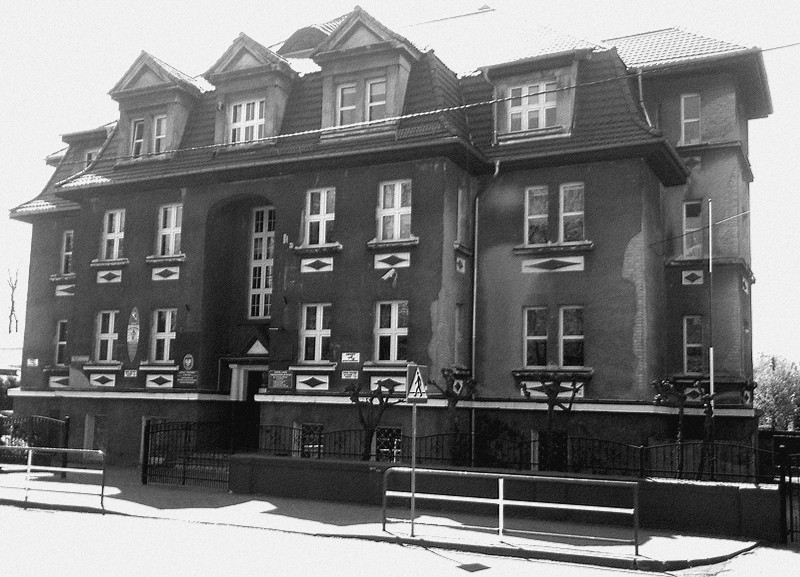
Zespół Szkół Ponadgimnazjalnych im. Cz. Miłosza

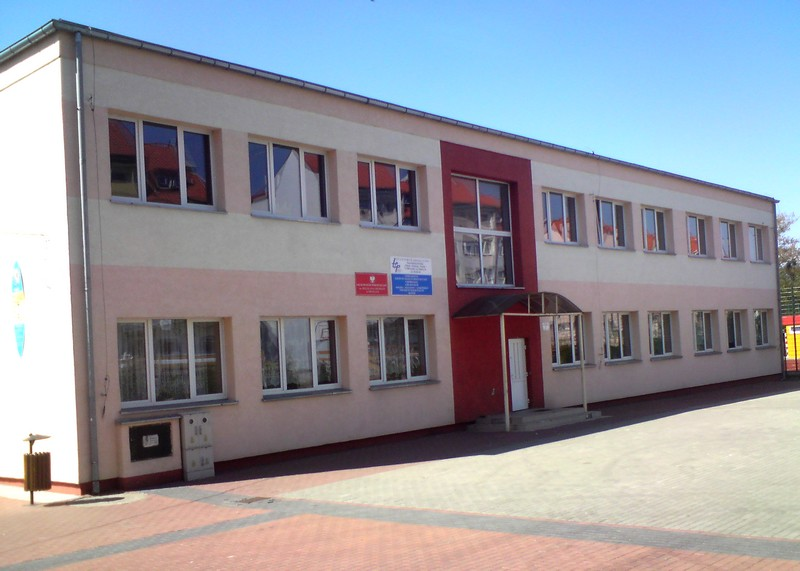
Budynek Studium Nauczycielskiego, dziś Centrum Edukacyjnego „Talent – Promocja – Postęp”

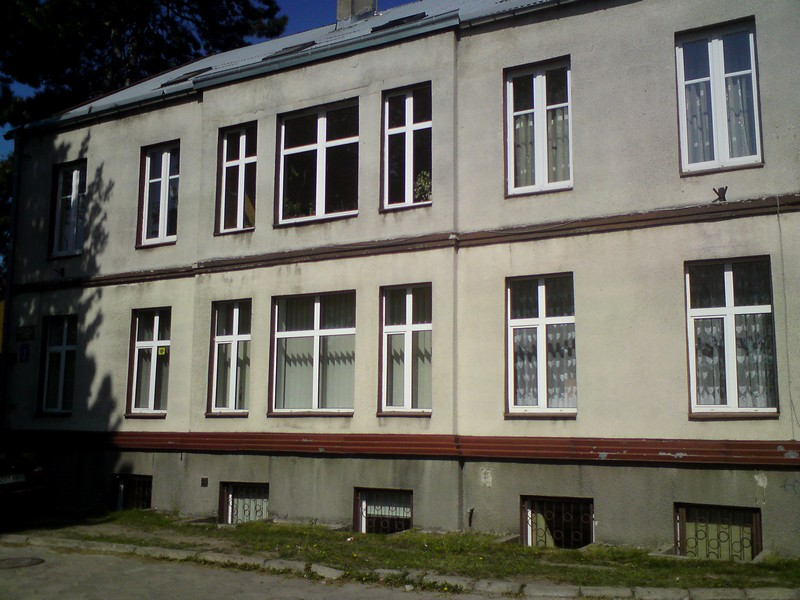
Państwowa Szkoła Muzyczna I stopnia im. Wojciecha Kilara

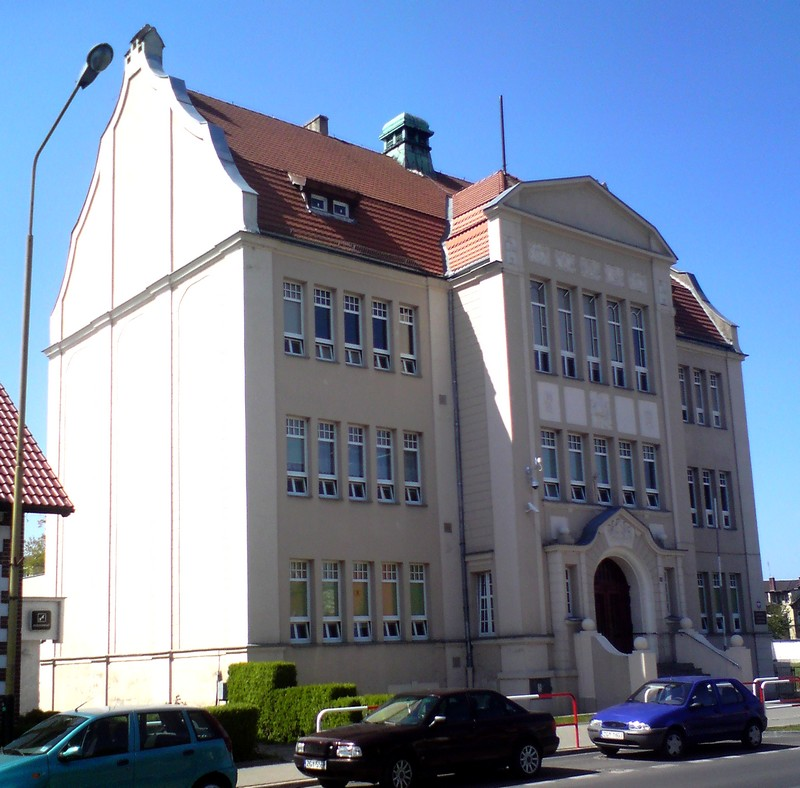
Gimnazjum nr 2 im. Mikołaja Kopernika

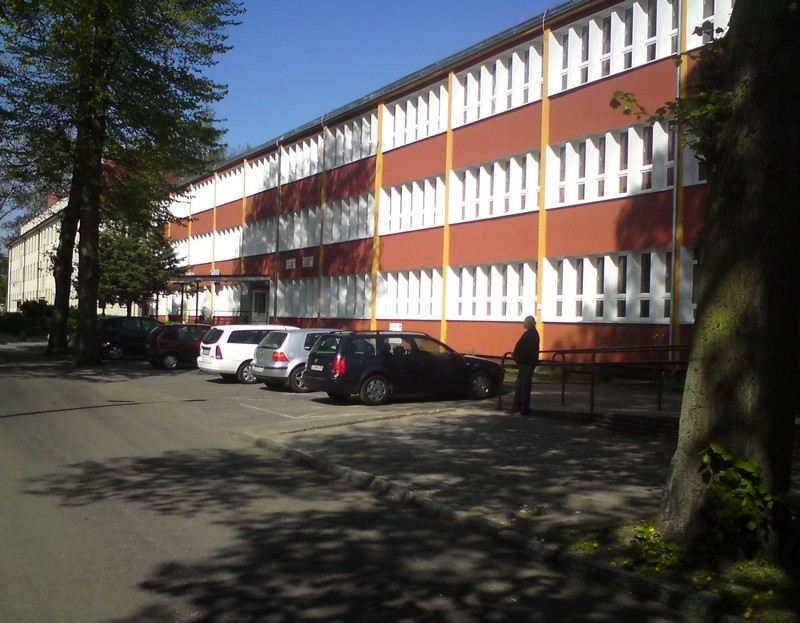
Zachodniopomorska Szkoła Biznesu, Wydział Przedsiębiorczości

### Początki polskiej oświaty
Polska oświata zainaugurowała swoją pracę 4 września 1945 r. Zajęcia odbywały się w I Polskiej Publicznej Szkole Powszechnej (budynek poniemieckiej szkoły żeńskiej, niem. Höhere Mädchenschule i obecnego Gimnazjum nr 2 im. Mikołaja Kopernika) przy ul. 3 Maja. Do szkoły przyjęto pierwszych 64 uczniów.
Wkrótce baza oświatowa została poszerzona o Państwowe Gimnazjum i Liceum Ogólnokształcące (w roku 1947 także o Liceum dla Pracujących). Organizatorem i jej pierwszym dyrektorem był Józef Pańkowski. Liceum rozpoczęło nauczanie 1 listopada 1945 r., jednak oficjalną zgodę na działalność placówki kuratorium wydało 12 grudnia 1945 r. W pierwszych miesiącach roku szkolnego zajęcia odbywały się w I Polskiej Publicznej Szkole Powszechnej przy ul. 3 Maja, w godzinach popołudniowych ze względu na to, że w poniemieckim gimnazjum przy ul. Wałowej znajdowała się siedziba władz wojskowych 1. Warszawskiej Dywizji Kawalerii. Po opuszczeniu budynku przez wojsko w kwietniu 1946 r. – przeniesiono szkołę, która w nim funkcjonuje do dziś.
Pierwszymi nauczycielami w Gryficach byli: Stefan Nowakowski, Edward Drylski, Maria Gołębiowska, Regina Frączak, Janina Jackiewicz, Mieczysław Krupiński, Kazimiera Podrak i Maria Rokos.
Miasto było również siedzibą Oficerskiej Szkoły 1. Armii Wojska Polskiego i Piechoty nr 2 (lata 1945–1947), którą zlokalizowano w dawnej szkole miejskiej (niem. Stadtschule, dziś Gimnazjum nr 1 im. Żołnierzy Armii Krajowej). Pierwsza promocja elewów miała miejsce 29 października 1945 r., w której uczestniczył marszałek Rola-Żymierski, dowódca Ludowego Wojska Polskiego i zarazem minister obrony narodowej. Na bazie tej szkoły powstał Wojskowy Klub Sportowy „Bałtyk”, którego drużyna piłki nożnej brała udział w rozgrywkach A-klasy.
Baza oświatowa w Gryficach w 1947 r. została wzbogacona o kolejną 7-letnią szkołę podstawową (dziś Gimnazjum nr 1), którą zlokalizowano w budynku przy ul. Trzebiatowskiej (dziś J. Piłsudskiego 1) po opuszczeniu jej przez Szkołę Oficerską I Armii Wojska Polskiego i Piechoty nr 2 oraz przejęciu budynku przez lokalne władze oświatowe. W budynku tej szkoły zorganizowano również pierwszą Średnią Szkołę Zawodową, która działała w latach 1948–1951, jako jedna z 23 placówek w województwie szczecińskim. W tym czasie na terenie powiatu istniało już 51 placówek oświatowych, wśród których dominowały szkoły jedno- i dwuklasowe. W roku 1950 na terenie Gryfic istniała również Szkoła Podstawowa dla Pracujących.

### Nauczyciele wobec analfabetyzmu
W stosunku do zatrudnionych nauczycieli położono nacisk na podniesienie kwalifikacji zawodowych. Ponad 70 osób posiadało wykształcenie z tzw. „małą maturą” i po siedmiu klasach szkoły powszechnej. Dla nich organizowano jedno-, sześcio- oraz dziesięciodniowe kursy pedagogiczne. Nauczycieli angażowano do różnorodnych prac społecznych w zakresie propagowania różnych form kultury i sportu.
Pedagodzy również odegrali ważną rolę w zwalczaniu analfabetyzmu (7% populacji powiatu). Projekt wprowadzono już z chwilą powołania pierwszych placówek, mimo wydanej oficjalnej ustawy z dnia 7 kwietnia 1949 r. o likwidacji analfabetyzmu. W latach 1949–1951 powołano Powiatową Społeczną Komisję do Walki z Analfabetyzmem, która zainicjowała projekt prowadzenia kursów dla analfabetów. 24 czerwca 1951 r. komisja ta w wydanym przez siebie dokumencie stwierdziła, że analfabetyzm w powiecie gryfickim został zlikwidowany. Programem objęto 1420 osób z całego powiatu, którzy w stopniu zadowalającym opanowali sztukę pisania i czytania.

### Poszerzenie bazy oświatowej
W latach 60. XX w. na terenie miasta wybudowano dwie nowe szkoły podstawowe, tj. Szkołę Podstawową nr 3 im. Wojsk Powietrznej Kraju (1960 r.) i nr 4 im. 1 Samodzielnej Warszawskiej Brygady Kawalerii (1967 r.) Budowa nowych placówek oświatowych była podyktowana wzrostem populacji miasta, która w 1955 r. osiągnęła stan ponad 10 tysięcy mieszkańców W powiecie gryfickim powstały tylko trzy szkoły w ramach akcji 1000 szkół na „tysiąclecie Polski”. Należą do nich szkoły w: Dargosławiu (1962 r.), Ościęcinie (1963 r.) i Mrzeżynie (1965 r.).
Do 1961 r. na terenie miasta funkcjonowały jedynie 7-letnie szkoły podstawowe. Dopiero reforma szkolna z tego roku wprowadziła jednolity 8-letni system szkolnictwa podstawowego na terenie całego kraju. Do 1961 r. jedynie w większych miastach istniały szkoły 8-letnie.
Do końca 1968 r. miasto posiadało rozbudowaną bazę oświatową, do których należały 4 przedszkola, 4 szkoły podstawowe, liceum ogólnokształcące i technikum ekonomiczne.

### Zmiany oświatowe w latach 70. XX wieku
Zmiany w oświacie gryfickiej nastąpiły w 1973 r., kiedy rozpoczęto organizować na terenie miasta i gminy Zbiorczą Szkołę Gminną. Została ona powołana na mocy ustawy z dnia 15 lipca 1961 r. o rozwoju systemu oświaty i wychowania oraz zarządzenia Ministra Oświaty i Wychowania z dnia 17 marca 1973 r., w sprawie organizacji zbiorczej szkoły gminnej. Szkoła ta miała zapewnić realizację zadań wychowawczych, dydaktycznych i opiekuńczych na terenie całej gminy. Celem zbiorczych szkół gminnych było stworzenie lepszych warunków kształcenia dzieci wiejskich, porównywalnych ze szkołami miejskimi oraz zlikwidowanie nieefektywnych małych szkół wiejskich.
W Gryficach utworzono 1 jednostkę organizacyjną na bazie Szkoły Podstawowej nr 4 z 10 jednostkami kl. I–III i trzech kl. V–VIII. ZSG w 1974 r. liczył sobie 870 uczniów. Gminnym Dyrektorem Szkół natomiast został dr Antoni Cieśliński. W roku 1976 powołano do życia Państwowy Dom Dziecka przy ul. Polnej 8 (dziś Dom dla Dzieci), a w 1977 r. Zespół Szkół Zawodowych, który zlokalizowano w budynku przy ul. 11 listopada 10. Obejmował on Liceum Ekonomiczne (do 1970 r. Technikum Ekonomiczne), Zasadniczą Szkołę Zawodową, Liceum Medyczne, Średnie Studium Zawodowe (dziś Zespół Szkół im. Czesława Miłosza). Od roku 1979 został powiększony o Zasadniczą Szkołę Budowlaną, która mieściła się w budynku Szkoły Podstawowej nr 3 w Gryficach od 1963 r. W tym samym roku także nastąpiło połączenie Liceum Ogólnokształcącego z Liceum Ogólnokształcącym Dla Pracujących w jeden organizm, tj. Zespół Szkół Ogólnokształcących.

### Inspektorat Szkolny w Gryficach
Inspektorat szkolny funkcjonował w latach 1945–1975. Po rozwiązaniu powiatów – funkcję IO przejął Gminny Dyrektor Szkół. W 1989 r. rolę nadzoru i kontroli przejęły Delegatury Kuratorium Oświaty i Wychowania (Kamień Pomorski, Nowogard). Do głównych zadań IO należały: organizacja i nadzór pedagogiczny nad placówkami oświatowymi na terenie powiatu gryfickiego.
| 1 | Stanisław Podlasiński | 1945–1946 |
| 2 | Leon Dobrucki         | 1946–1948 |
| 3 | Tadeusz Marciszewski  | 1948–1950 |
| 4 | Henryk Gostkowski     | 1950–1952 |
| 5 | Paweł Pawelec         | 1952–1953 |
| 6 | Lucjan Kandymowicz    | 1954–1958 |
| 7 | Jan Ratuszyński       | 1958–1959 |
| 8 | Jan Dybczak           | 1959–1975 |

Inspektorat Szkolny w Gryficach funkcjonował do 1950 r. Jego siedziba mieściła się przy ul. Kościuszki 53. W jego miejsce powołano Wydział Oświaty Prezydium Powiatowej Rady Narodowej, który usytuowano przy ul. Kościuszki 20. W 1957 r. utworzono ponownie Inspektorat Szkolny. Na początku lat 70. XX w. siedziba jego została przeniesiona do pomieszczeń nowego gmachu magistratu przy placu Zwycięstwa 37.

### Nowe szkoły
Od roku 1983 nastąpiła dalsza rozbudowa oświaty gryfickiej. I tak w roku szkolnym 1983/1984 powołano Studium Nauczycielskie w Gryficach, które działało przez okres 9 lat. Studium usytuowano przy Zespole Szkół Ogólnokształcących przy ul. Wałowej 18 oraz włączono w struktury tego zespołu. Studenci podejmowali naukę w trzech kierunkach, tj. nauczania początkowego, wychowania przedszkolnego i wychowania muzycznego. Natomiast w roku szkolnym 1984/1985 utworzono szkołę muzyczną, która początkowo funkcjonowała w strukturach Szkoły Podstawowej nr 1, w ramach zajęć dodatkowych dla uczniów uzdolnionych muzycznie. Do szkoły przyjęto pierwszych 31 uczniów, którzy kształcili się w klasie: fortepianu i akordeonu (dziś fortepianu, akordeonu, skrzypiec, klarnetu i fletu). Od 1 września 1990 r. działa, jako Państwowa Szkoła Muzyczna I Stopnia. Posiada 10 sal dydaktycznych i salę koncertową. Od 20 maja 2011 r. nosi imię – Wojciecha Kilara. Uczniowie szkoły brali aktywny udział w koncertach regionalnych, ogólnopolskich oraz licznych festiwalach (np. w „Międzynarodowym Festiwalu Muzyki Gitarowej Gryfice – Trzebiatów 2003” oraz Trzęsacz – Rewal 2004 i „Festiwalu Kultury Europejskiej Europe XXL” Lille 2009/Francja).

### Reorganizacja szkolnictwa
W 1999 r. na skutek reformy polskiej oświaty – w Gryficach powstały 2 (trzyletnie) Publiczne Gimnazja, tj. Gimnazjum nr 1 im. Żołnierzy Armii Krajowej, powołane z dawnej Szkoły Podstawowej nr 1 przy ul. Piłsudskiego oraz Gimnazjum nr 2 im. Mikołaja Kopernika, które zostało utworzone na bazie dotychczasowej Szkoły Podstawowej nr 2 przy ul. 3 Maja. Szkoły Podstawowe: nr 3 i nr 4 stały się 6-letnimi, szkoły ponadgimnazjalne 3-letnimi, a średnie zawodowe 4-letnimi placówkami oświatowymi.

### Szkolnictwo wyższe
W marcu 2004 r. na terenie miasta utworzono Zachodniopomorską Szkołę Biznesu w Szczecinie (Wydział Przedsiębiorczości w Gryficach), typ wyższej szkoły licencjackiej. Oddział zamiejscowy został utworzony na mocy wydanego pozwolenia przez Ministra Edukacji Narodowej i Sportu na wniosek rektora prof. dr hab. Wojciecha Olejniczaka. Obecnie szkoła mieści się przy ul. Piłsudskiego 34, w dawnym budynku wojskowych koszar 26 Brygady Rakietowej Obrony Powietrznej. Zajęcia są prowadzone na kierunku ekonomia. Obiekt posiada 2 aule, sale dydaktyczne i multimedialne, pracownie komputerowe i bibliotekę (stan na 22 września 2010 r.)

### Pozostałe szkoły
Na terenie miasta działalność rozpoczęły również szkoły publiczne, prywatne, także przedszkola prywatne. Należą do nich: Liceum Plastyczne (artystyczna szkoła niepubliczna) przy ul. J. Piłsudskiego, Policealne Studium Zawodowe „TOM” przy ul. 3 Maja, Liceum Ogólnokształcące Fundacji Edukacyjnej „Równe Szanse” przy ul. J. Piłsudskiego, Liceum Ogólnokształcące Centrum Edukacyjnego „Talent – Promocja – Postęp” przy ul. Wałowej, prywatne Liceum Ogólnokształcące i prywatna szkoła zawodowa przy ul. Rapackiego oraz prywatne przedszkole z nauką języka obcego przy ul. J. Piłsudskiego. 1 września 2008 r. – utworzone zostało Publiczne Gimnazjum nr 3, które usytuowano w budynku Liceum Ogólnokształcącego im. Bolesława Chrobrego przy ul. Wałowej.
W mieście w 2006 r. naukę pobierało 1213 uczniów w szkołach podstawowych, 677 – w dwóch gimnazjach, natomiast w szkołach ponadgimnazjalnych – 1097 osób.

### Ośrodek Rehabilitacyjno-Edukacyjno-Wychowawczy w Gryficach
Nauczanie młodzieży również jest prowadzone w Ośrodku Rehabilitacyjno-Edukacyjno-Wychowawczym (OREW) przy ul. 3-Maja 4 na podstawie ustawy z dnia 7 września 1991 r. o systemie oświaty. OREW w Gryficach działa od 1 września 1994 r., dzięki inicjatywie koła Polskiego Stowarzyszenia na rzecz Osób z Upośledzeniem Umysłowym w Gryficach.
W ośrodku prowadzona jest edukacja ustawiczna dla osób z upośledzeniem umysłowym w stopniu umiarkowanym, znacznym i głębokim – dla dzieci i młodzieży w wieku od 3 do 25 lat. W budynku mieszczą się sale, pracownie oraz gabinety do pracy z dziećmi oraz gabinety psychologa i logopedy. Pomieszczenia do pracy wyposażone są w specjalistyczny sprzęt przeznaczony dla wychowanków z różnymi dysfunkcjami, zestawy pomocy dydaktycznych, usprawniania manualnego oraz koordynacji wzrokowo-ruchowej, wzrokowo-słuchowej, lateryzacji, rozwijania mowy oraz logicznego myślenia. W 2010 r. w projekcie OREW uczestniczyło 51 dzieci i młodzieży.

### Targi edukacyjne
Gryfickie szkoły ponadgimnazjalne oraz Zachodniopomorska Szkoła Biznesu (Wydział Przedsiębiorczości w Gryficach) od 2009 r. uczestniczą w tzw. „Powiatowych Targach Edukacyjnych”, gdzie mogą zaprezentować swą bogatą ofertę dydaktyczną. Organizatorzy tego projektu, tj. Starostwo Powiatowe w Gryficach, Powiatowe Centrum Marketingu Rozwoju Gospodarczego i Integracji Europejskiej oraz Wydział Edukacji UW w Szczecinie podczas targów przedstawiali m.in. – informacje o rekrutacji, programach nauczania, przebiegu nauki oraz zapewniali konsultacje z doradcą zawodowym. Do maja 2011 r. odbyły się już trzy edycje tej imprezy, które zostały zorganizowane w Gryficach.

### Obsługa administracyjna szkół
Obsługę administracyjną, organizacyjną oraz finansową nad placówkami oświatowymi stopnia przedszkolnego, podstawowego i gimnazjalnego prowadzi Zespół Placówek Oświatowych, powołany 1 stycznia 1996 r. Obsługa placówek z terenu miasta obejmuje dwa przedszkola, dwie szkoły podstawowe i dwa gimnazja. Obsługę natomiast szkół ponadgimnazjalnych od 1 stycznia 1999 r. prowadzi Wydział Oświaty Starostwa Powiatowego. Obejmuje ona dwie szkoły.

### Poradnia Psychologiczno-Pedagogiczna w Gryficach
Poradnia Psychologiczno-Pedagogiczna w Gryficach, z siedzibą przy ul. Polnej 8 działa na podstawie dwóch rozporządzeń Ministra Edukacji Narodowej i Sportu z dnia 11 grudnia 2002 r. Obiekt jest wyposażony w nowoczesny sprzęt komputerowy i audiowizualny oraz środki dydaktyczne i pozostałe pomoce naukowe. Obszar działania poradni obejmuje teren powiatu gryfickiego.
Do głównych zadań PPP należy m.in. wspomaganie rozwoju i efektywności uczenia się, udzielanie pomocy psychologiczno-pedagogicznej, logopedycznej oraz pomocy w wyborze kierunków dalszego kształcenia się. W strukturach poradni działają zespoły ds.: opieki nad dzieckiem wieku przedszkolnego i dojrzałości szkolnej, profilaktyki trudności dydaktyczno-wychowawczych dzieci klas IV-VI, rozwiązywania problemów dydaktyczno-wychowawczych młodzieży gimnazjalnej i ponadgimnazjalnej, poradnictwa i informacji zawodowej oraz zespół logopedyczny.

### Biblioteki

#### Biblioteka Pedagogiczna
W 1952 r. przy Wydziale Oświaty Powiatowej Rady Narodowej utworzono Pedagogiczną Bibliotekę Powiatową. Jej pierwszą siedzibę zlokalizowano w budynku dzisiejszego Gimnazjum nr 2 przy ul. 3 Maja, w dwa lata później natomiast przeniesiono ją do Wydziału Oświaty przy ul. Kościuszki 7. Biblioteka stała się nieodzownym punktem pozyskiwania przez nauczycieli literatury przedmiotu, którzy kształcili się i podnosili swoje kwalifikacje. Po dwóch latach działalności zasoby księgozbioru liczyły 500 woluminów, z czego nauki psychologiczne – 37, pedagogiczne – 240 i pozostałe naukowe – 129.
Po wielu latach przenoszenia instytucji do nowych budynków – 10 stycznia 1973 r. nastąpiło otwarcie nowej siedziby przy ul. Kościuszki 20 (pow. 170 m²), gdzie PBP funkcjonowała przez 33 lata. Od 1 stycznia 1977 r. została włączona jako filia do Pedagogicznej Biblioteki Wojewódzkiej (od 1 marca 1993 r. – Centrum Informacji Edukacyjnej, od 1 lutego 1997 r. ponownie do Pedagogicznej Biblioteki Pedagogicznej, która została wcielona do Centrum Doradztwa i Doskonalenia Nauczycieli, od 31 marca 1999 r. do Pedagogicznej Biblioteki Województwa Zachodniopomorskiego im. Heleny Radlińskiej i od 1 lipca 2004 r. ponownie do CDiDN w Szczecinie – dziś zamiejscowego oddziału Zachodniopomorskiego Centrum Doskonalenia Nauczycieli w Szczecinie).
Dzięki dwuletnim staraniom – biblioteka pozyskała nowoczesny i funkcjonalny budynek po byłej Jednostce Wojskowej przy ul. Koszarowej 12. 9 października 2006 r. nastąpiło oficjalne otwarcie nowej placówki. Biblioteka posiada elektroniczny dostęp do księgozbioru bibliotecznego, który obejmuje 23 456 woluminów (naukowych, popularnonaukowych, w tym pedagogicznych i psychologicznych). Biblioteka posiada również 2 tys. roczników czasopism oraz liczne materiały multimedialne (stan na 31 grudnia 2009 r.) W siedzibie ZCDN prowadzone są także szkolenia dla kadry nauczycielskiej.

#### Biblioteki szkolne
Z chwilą powoływania placówek oświatowych podejmowano także działania w zakresie organizacji zasobów bibliotecznych. Dziś wszystkie placówki posiadają punkty biblioteczne wraz z czytelniami. W 1984 r. biblioteki szkolne obejmowały księgozbiór – 86 970 woluminów, z czego Szkoła Podstawowa nr 1 posiadała 12 565, SP2 – 12 006, SP3 – 13 118, SP4 – 16 640, Zespół Szkół Ogólnokształcących – 18 922 oraz Zespół Szkół Zawodowych – 13 719.
Wzrost księgozbioru, w poszczególnych szkołach był zróżnicowany. Na jego stan składało się wiele przyczyn takich jak:
- zasobność i dynamika rozwoju poszczególnych bibliotek,
- wykorzystywanie środków finansowych, w dużej mierze uzależniony od dyrektorów szkół,
- liczba zatrudnionych bibliotekarzy,
- struktury szkół[94].

W pierwszych latach funkcjonowania bibliotek szkolnych organizowano wiele konkursów czytelniczych w celu popularyzacji książki. Początkowo przybierały one formy propagandowe, później zmieniały swój charakter. Dziś w czytelniach bibliotecznych podejmuje się różne formy zajęć, które mają na celu: podniesienie kultury czytelniczej i rozwijanie czytelnictwa. Organizowano i organizuje się m.in. głośne czytanie, opowiadanie treści książek (szkoły podstawowe), kluby dyskusyjne, apele czytelnicze, inscenizacje, konkursy recytatorskie, poranki i wieczornice literackie oraz spotkania z autorami książek. Biblioteki szkolne przy współudziale kadry pedagogicznej prowadzą kroniki, które rejestrują najważniejsze wydarzenia z życia placówki.

### Źródła
- Archiwum Państwowe w Płotach. Obwodowy Urząd Informacji i Propagandy, sygn. 1.
- Boeder F, Innenstadt von Greifenberg in Pommern aus der Zeit um 1930 – (schematische Darstellung), Greifenberg/Pommern 1930.
- Ministerstwo Oświaty i Wychowania, Zarządzenie Ministra Oświaty i Wychowania z dn. 17 marca 1973 r., w sprawie organizacji zbiorczej szkoły gminnej (KO-014-46-1/73), Warszawa 1973.
- Państwowa Straż Ochrony Zabytków, Sprawozdanie za lata 1983–1986, Szczecin 1986.
- Urząd Informacji i Propagandy w Zagórzu, Akta L. Dz., og. 57, Zagórze 1945.

### Źródła online
- Biuletyn Informacji Publicznej. Poradnia Psychologiczno-Pedagogiczna w Gryficach, Struktura organizacyjna Poradni Psychologiczno-Pedagogicznej (pol.) [dostęp 2011-06-03].
- Biuletyn Informacji Publicznej. Poradnia Psychologiczno-Pedagogiczna w Gryficach, Zadania i cele poradni (pol.) [dostęp 2011-06-03].
- Biuletyn Informacji Publicznej. Starostwo Powiatowe w Gryficach, Jednostki oświatowe (pol.) [dostęp 2011-05-07].
- Biuletyn Informacji Publicznej. Starostwo Powiatowe w Gryficach, Podstawy prawne (pol.) [dostęp 2011-05-07].
- Biuletyn Informacji Publicznej. Urząd Miejski w Gryficach, Zespół Placówek Oświatowych (pol.) [dostęp 2011-05-07].
- Biuro Studiów i Projektów Europejskich, Strategia rozwoju gminy Gryfice na lata 2005–2020 (pol.) BIP UM w Gryficach, Szczecin, Gryfice 2005 [dostęp 2011-05-03].
- edubaza.pl, Wykaz szkół licealnych w Gryficach (pol.) [dostęp 2011-05-14].
- Główny Urząd Statystyczny. Bank Danych Lokalnych, Dane dla jednostki podziału terytorialnego (pol.) [dostęp 2011-05-02].
- Internetowy System Aktów Prawnych, Obwieszczenie Ministra Edukacji Narodowej z dn. 16 maja 1996 r., w sprawie ogłoszenia jednolitego tekstu ustawy o systemie oświaty (Dz.U. rok 1996 nr 67, poz. 329) (pol.) [dostęp 2011-06-04].
- Internetowy System Aktów Prawnych, Rozporządzenie Ministra Edukacji Narodowej i Sportu z dn. 11 grudnia 2002 r., w sprawie ramowego statutu publicznej poradni psychologiczno-pedagogicznej, w tym publicznej poradni specjalistycznej (Dz.U. rok 2002 nr 223, poz. 1869) (pol.) [dostęp 2011-05-03].
- Internetowy System Aktów Prawnych, Rozporządzenie Ministra Edukacji Narodowej i Sportu z dnia 11 grudnia 2002 r., w sprawie szczegółowych zasad działania publicznych poradni psychologiczno-pedagogicznych, w tym publicznych poradni specjalistycznych (Dz.U. rok 2003 nr 5, poz. 46) (pol.) [dostęp 2011-05-03].
- Internetowy System Aktów Prawnych, Ustawa z dn. 7 kwietnia 1949 r., o likwidacji analfabetyzmu (Dz.U. rok 1949 nr 25, poz. 177) (pol.) [dostęp 2011-05-01].
- Internetowy System Aktów Prawnych, Ustawa z dn. 8 stycznia 1999 r. Przepisy wprowadzające reformę ustroju szkolnego (Dz.U. rok 1999 nr 12, poz. 96) (pol.) [dostęp 2011-05-01].
- Internetowy System Aktów Prawnych, Ustawa z dn. 15 lipca 1961 r. o rozwoju systemu oświaty i wychowania (Dz.U. rok 1961 nr 32, poz. 160) (pol.) [dostęp 2011-05-01].

### Opracowania
- Berghaus H., Landbuch des Herzogthums Pommern und des Fürstenhums Rügen Enthaltend Schilderung der Zustände dieser Lande in der zweiten Hälfte des 19 Jahrhunderts, T. I-II, cz. VI, Anklam 1870.
- Butzlaff H., Geschichte des Friedrich-Wilhelm-Gymnasium in Greifenberg/Pommern, T. I, 1852–1877, [w:] Beiträge zur Greifenberg-Treptower Geschichte, T. 5, München 1982.
- Cieśliński A., Pierwszy powojenny rok szkolny 1945/1946 w Gryficach, [w:] Cieśliński A. (red.), Zeszyty Gryfickie, nr 1, Gryfice 2001.
- Kozaryn J., Przeobrażenia społeczno-gospodarcze powiatu gryfickiego w latach 1946–1968. Próba charakterystyki, [w:] T. Białecki (red.), Ziemia Gryficka 1970–1971, Instytut Zachodniopomorski w Szczecinie, Gryfickie Towarzystwo Kultury w Gryficach, Szczecin 1973.
- Łukasiewicz D., Reformy szkolnictwa na Pomorzu Zachodnim w XVIII w., [w:] Przegląd Historyczny, R. LXXXVII, z. 3, 1996.
- Macholak J., Rok 1945 w Gryficach, [w:] K. Kozłowski (red.), Ziemia Gryficka 1945–1985, Gryfickie Towarzystwo Kultury w Gryficach, Gryfice 1987.
- Małkowski J., 60 lat Klubu Sportowego „Sparta Gryfice” (maszynopis), Gryfice 2007.
- Rzeszowski S., Ważniejsze momenty dziejów Gryfic, [w:] Szczecin, miesięcznik Pomorza Zachodniego, nr. 3, Szczecin 1962.
- Rzeszowski S., Z dziejów Gryfic, [w:] T. Białecki (red.), Ziemia Gryficka 1969, Gryfickie Towarzystwo Kultury w Gryficach, Gryfice 1971.
- Sekuła B., Odbudowa i rozbudowa miast i osiedli Pomorza Zachodniego w latach 1945–1965, [w:] Przegląd Zachodnio-Pomorski, nr 3, Szczecin 1965.
- Sikora M., Gryfickie biblioteki oświatowe w czterdziestoleciu (1945–1985), [w:] K. Kozłowski (red.), Ziemia Gryficka 1945–1985, Gryfickie Towarzystwo Kultury w Gryficach, Gryfice 1987.
- Siuchniński M., Miasta polskie w tysiącleciu, T. II, cz. Gryfice, Wrocław 1967.
- Szczaniecki M., Ramy terytorialne rozwoju historycznego Pomorza Zachodniego, [w:] K. Ślaski, Pomorze Zachodnie. Nasza ziemia ojczysta, Poznań 1960.
- Szymański J.W., Książęcy ród Gryfitów, Goleniów – Kielce 2006.
- Ślaski K., Nazwy Pomorza i Prus w okresie od 1772 do 1919 roku, [w:] G. Labuda (red.), Historia Pomorza, T. I, cz. 1, Poznań 1969.
- Wiese L., Das höhere Schulwesen in Preußen – Historisch-statistische Darstellung, [w:] Auftrage des Ministers der geistlichen, Unterrichts und Medicinal-Angelegenheiten herausgegeben von L. Wiese, Wiegandt und Grieben, Berlin 1864.
- Wiśniewski J., Początki układu kapitalistycznego 1713–1805, [w:] G. Labuda (red.), Dzieje Szczecina, T. II, Warszawa – Poznań 1985.
- Wesołowska S., Szkic do dziejów szkolnictwa w Trzebiatowie od XIV wieku do czasów współczesnych, [w:] W. Łysiak (red.), Trzebiatów – historia i kultura II, Poznań 2001.

### Opracowania online
- Cała A., Emancypacja (pol.) [dostęp 2011-04-30].
- ks. Cichosz W. Od szkoły kościelnej do szkoły świeckiej. Rekonesans historyczno-aksjologiczny (pol.) [dostęp 2011-05-05].
- Cieśliński A., Powiat gryficki (pol.) [dostęp 2011-05-01].
- Gimnazjum nr 3 w Gryficach, O szkole słów kilka. Historia (pol.) [dostęp 2011-05-02].
- Hofmann P., Heinrich Arminius Riemann. Lehrer, Pastor – Demokrat (niem.) [dostęp 2011-05-05].
- Jankowska J., Historia Biblioteki Pedagogicznej w Gryficach (pol.) [dostęp 2011-05-16].
- Mieczkowski J., Z dziejów Żydów na Pomorzu Zachodnim (pol.) [dostęp 2011-04-30].
- Nowak L., Scholar, student, bakałarz, magister – edukacja w średniowieczu (pol.) [dostęp 2011-07-05].
- Oficjalna strona Państwowej Szkoły Muzycznej I stopnia w Gryficach, Jubileusz szkoły (pol.) [dostęp 2011-05-20].
- Oficjalna strona Państwowej Szkoły Muzycznej I stopnia w Gryficach, PSM I Stopnia w Gryficach (pol.) [dostęp 2011-05-01].
- Oficjalna strona ZSB w Szczecinie, Zachodniopomorska Szkoła Biznesu w Szczecinie. Wydział Przedsiębiorczości w Gryficach (pol.) [dostęp 2011-05-01].
- Polskie Stowarzyszenie na rzecz Osób z Upośledzeniem Umysłowym. Koło w Gryficach (strona oficjalna), OREW. Założenia statutowe (pol.) [dostęp 2011-06-04].
- Polskie Stowarzyszenie na rzecz Osób z Upośledzeniem Umysłowym. Koło w Gryficach (strona oficjalna), Z kart historii (pol.) [dostęp 2011-06-04].
- Powiat gryficki. Oficjalny serwis internetowy, I Powiatowe Targi Edukacyjne (pol.) [dostęp 2011-05-11].
- Powiat gryficki. Oficjalny serwis internetowy, II Powiatowe Targi Edukacyjne (pol.) [dostęp 2011-05-11].
- Powiat gryficki. Oficjalny serwis internetowy, III Powiatowe Targi Edukacyjne zakończone (pol.) [dostęp 2011-05-11].
- Riemann H., Geschichte der Stadt Greifenberg in Pommern: eine Gedächtnissschrift zum sechshundertjährigen Jubiläum der Stadt, Toepler, Greifenberg/Pommern 1862.
- Schmerling S., Albert Wangerin (1844–1933) (niem.) [dostęp 2010-04-30].
- Stübs G., Landkreis Greifenberg (1818–1945) (niem.) [dostęp 2011-04-30].
- Polska. Oświata. Polska Rzeczpospolita Ludowa, [w:] Encyklopedia PWN [online], Wydawnictwo Naukowe PWN [dostęp 2011-05-02].
- Strona oficjalna Zachodniopomorskiego Centrum Doskonalenia Nauczycieli. Oddział zamiejscowy w Gryficach, Formy doskonalenia (pol.) [dostęp 2011-06-03].
- Oficjalna strona Zachodniopomorskiego Centrum Doskonalenia Nauczycieli. Oddział zamiejscowy w Gryficach, Zbiory (pol.) [dostęp 2011-06-03].
- Солдат. ru., Освобождение городов ПОЛЬША (ros.) [dostęp 2011-05-01].

### Opracowania prasowe
- Bieniek D., Jarząb W., Garnizon Greifenberg, „Gryfickie Echa”, 17 listopada 2005.
- Jarząb W., Korona dobrego imienia, „Gryfickie Echa”, 6 września 2007.
- Jarząb W., O dwóch synagogach i grzywnie pastora, „Gryfickie Echa”, 8 maja 2008.
- Jarząb W., O junakach, saperach i teatrze na wodzie, „Gryfickie Echa”, 22 listopada 2007.
- Jarząb W., O mężczyznach w żeńskiej szkole i tajemnym przejściu, „Gryfickie Echa”, 21 stycznia 2010.
- Jarząb W., O sufrażystkach i wielkiej budowie, „Gryfickie Echa”, 11 lutego 2010.

### Opracowania prasowe online
- rega24.pl, III Powiatowe Targi Edukacyjne (galeria) (pol.) [dostęp 2011-05-09].